# Ignacio Carrasco de Paula
Ignacio Carrasco de Paula (Barcelona, 25 oktober 1937) is een Spaans geestelijke en een titulair bisschop van de Rooms-Katholieke Kerk, werkzaam voor de Romeinse Curie.
Carrasco de Paula werd op 8 augustus 1966 priester gewijd voor Opus Dei. 
Op 30 juni 2010 werd Carrasco de Paula benoemd tot voorzitter van de Pauselijke Academie voor het Leven. Hij werd op 15 september 2010 benoemd tot titulair bisschop van Thapsus; zijn bisschopswijding vond plaats op 9 oktober 2010.
Carrasco de Paula ging op 15 augustus 2016 met emeritaat.
- Biblioteca Nacional de España: XX964979
- Bibliothèque nationale de France: cb16625562k (data)
- Gemeinsame Normdatei: 1141722216
- International Standard Name Identifier: 0000 0001 1654 2873
- Library of Congress Control Number: n96005553
- Nationale Bibliotheek van Tsjechië: xx0177538
- Réseau des bibliothèques de Suisse occidentale: 02-A008670726
- Istituto Centrale per il Catalogo Unico: PUVV185080
- Système universitaire de documentation: 149292511
- Virtual International Authority File: 60804440
- WorldCat: E39PBJjmQDd3WjKGkDfkHwVjYP